# Osiedle Różany Potok

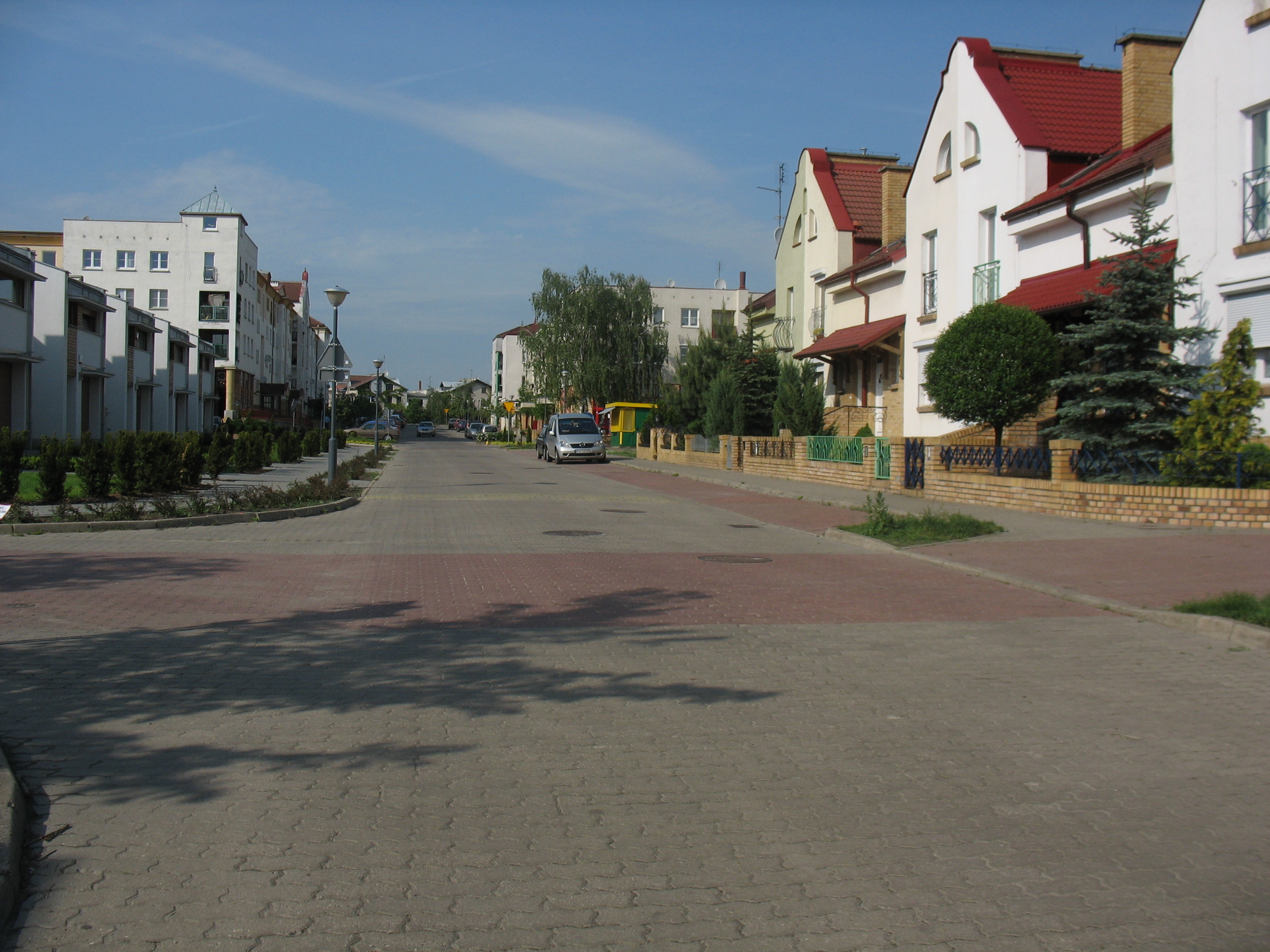
ul. Romana Drewsa

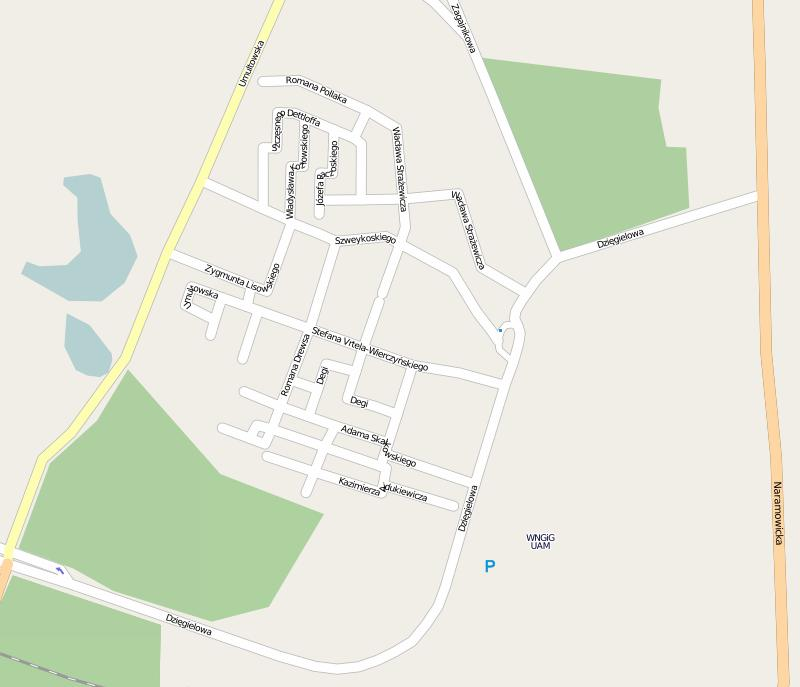
Plan osiedla

Osiedle Różany Potok – osiedle mieszkaniowe w Poznaniu, na osiedlu samorządowym Umultowo.

## Historia
Historycznie jednak jest to część Moraska. Jest ono odcięte od Piątkowa torami obwodnicy kolejowej Poznania (linia kolejowa Zieliniec – Kiekrz) i lasem. W przeciwieństwie do innych poznańskich osiedli Różany Potok posiada tylko kilka bloków mieszkalnych, a większość osiedla stanowią domy szeregowe i jednorodzinne. Założenie zaprojektował Marian Fikus, a realizacja głównej części projektu nastąpiła w latach 1989–1998 (pierwsze projekty wykonano już w końcu lat 80. XX wieku). Koncepcja była z gruntu postmodernistyczna w historyzującym nurcie tego prądu – zakładała rzut małego miasteczka, ze spokojnymi uliczkami i centralnym niewielkim rynkiem. Nawiązywała w ten sposób do zasad nowego urbanizmu, kreując w miejsce rozlanego przedmieścia, spójny zespół małomiasteczkowy o silnej funkcji integrującej społeczność lokalną.
Z zespołem Kampusu Morasko, dla którego pracowników zostało stworzone, osiedle łączyła oś kompozycyjna, kończąca się na centralnym placu. Mimo to osiedle jest strukturą zupełnie niezależną urbanistycznie, inspirowaną m.in. pracami braci Krier. Była to jedna z najwcześniejszych w Poznaniu recepcji architektury postmodernistycznej, od razu reprezentująca wysoki poziom artystyczny. W latach 2004–2007 prywatny deweloper zabudował niezagospodarowane dotąd działki nowymi budynkami mieszkalnymi jedno i wielorodzinnymi. Dopełnił w ten sposób pierwotny, acz niekompletny, układ urbanistyczny osiedla. W przeciwieństwie do starszej zabudowy, nowe budynki reprezentują tendencje neomodernistyczne.
W 2015 na osiedlu stwierdzono nowe, pierwsze dla Polski, stanowisko wątlika charłaja.

## Sąsiedztwo
Na zachód od Różanego Potoku znajduje się kampus UAM, w którego skład wchodzą:
- Archiwum UAM;
- Wydział Biologii;
- Wydział Chemii;
- Wydział Fizyki;
- Wydział Historii;
- Wydział Matematyki i Informatyki;
- Wydział Nauk Politycznych i Dziennikarstwa;
- Międzyuczelniane Centrum NanoBioMedyczne;
- Wielkopolskie Centrum Zaawansowanych Technologii.

Na wschodzie z osiedlem sąsiaduje Wydział Nauk Geograficznych i Geologicznych wraz z Lapidarium UAM oraz pływalnia i hala uniwersytecka.
Blisko osiedla znajduje się kościół pw. Św. Jadwigi Królowej Wawelskiej.

## Komunikacja
Komunikację z osiedla do przystanków Poznańskiego Szybkiego Tramwaju zapewniają autobusy linii dziennych:
- 188 (trasa: os. Jana III Sobieskiego– Radojewo/Umultowo Szkoła)[3];
- 198 (trasa: os. Jana III Sobieskiego – os. Różany Potok/Radojewo)[4];
- 348 (trasa: os. Jana III Sobieskiego – Przebędowo)[5];

Dodatkowo osiedle obsługiwane jest przez autobusową linię nocną 214 (trasa: Junikowo – Radojewo).

## Toponimia
Nazwa osiedla wywodzi się od strumienia Różany Potok, przepływającego w tym rejonie. W pobliżu znajduje się także Jezioro Umultowskie.